# Hartemita nigrotestacea
Hartemita nigrotestacea är en stekelart som beskrevs av Sergey A. Belokobylskij och Ku 2000. Hartemita nigrotestacea ingår i släktet Hartemita och familjen bracksteklar. Inga underarter finns listade i Catalogue of Life.